# متحف الشارقة للخط
متحف الشارقة للخط هو المتحف الوحيد في العالم العربي المخصص كاملا لفن الخط العربي. يقع في إمارة الشارقة، الإمارات العربية المتحدة. في بيت حمد بن محمد المدفع في ساحة الخط.
يحتوي المعرض على روائع فنية ولوحات لكبار الخطاطين والفنانين المحليين والعالميين. افتتح متحف الشارقة للخط الشيخ الدكتور سلطان بن محمد القاسمي في الثاني عشر من يونيو عام 2002. ويضم المتحف تاريخ الفن العربي، ونصوص من الخط الكوفي الأولى إلى نوع الخطوط الأكثر حداثة.وتتنوّع لوحات الخطّ بين المكتوبة على القماش، أو على الخشب، أو على السيراميك، أو على الورق.

## ماهية المعرض
يهتم المتحف في رفع الوعي بتاريخ الخط العربي ودوره المحوري في إثراء المشهد الفني والحضاري في العالمين العربي والإسلامي، فضلاً عن دوره في إثارة شغف تعلّم الخط العربي لدى العديد من أفراد المجتمع، إلى جانب توفيره منصة للمواهب لاستعراض أعمالهم ولوحاتهم الإبداعية التي تضمنت مختلف أنواع الخط العربي.

## أقسام المتحف
ينقسم المعرض إلى 3 أقسام رئيسية:
- قاعة المشق: تضم قاعة المشق لوحات وتعريفات بسيطة لكل نوع من أنواع الخطوط، والتي تشمل خط الثلث، وخط الكوفي، وخط التعليق وخط النسخ وخط الرقعة.[6]
- قاعة القصبة: تعرض هذه القاعة الفترة الزمنية أو التاريخية لظهور أنواع الخطوط المعروفة حالياً، إذ تضم كل فترة شرحاً مفصلاً لكل عصر، ولوحات تعرض أهم الخطوط، وملصقات تبرز ألمع أسماء الخطاطين الذين تميزوا في كل عصر.
- قاعة الفن الأصيل: التي تركز على اللوحات الفنية إلى أقسام، ويحتوي كل قسم على لوحات لكل خط على حدة، إذ يعرض أحد الأقسام أعمال أبرز الخطاطين من أنحاء العالم العربي والإسلامي. هذا ويضم أحد الأقسام عدداً من المصاحف والخزفيات، ويضم القسم الأخير شوكسين يعرضان الأدوات التي يستخدمها الخطاطين للتخطيط قديماً وحديثاً.[7]

## الأدوات
يضمّ المتحف مجموعة مُميَّزة من الأدوات التي يستخدمها الخطّاطون في إنتاج لوحاتهم الفنّية؛ كالمحابر، والأقلام، وقد قام  الشيخ الدكتور سلطان بن محمد القاسمي بإهداء المتحف  مجموعةً قَيِّمةً من المحابر الفضّية، والعُلب التي استُخدِمت لحفظ أقلام الكتابة وأحبارها في القرن الثامن عشر

## وصلات خارجية
- هيئة الشارقة للمتاحف